# 刘保新
刘保新（1963年9月—），河南省南阳市人。1985年9月加入中共，1986年7月参加工作。1986年毕业于郑州大学哲学系。现任许昌市政协主席。

## 简历
1986年7月任郑州大学哲学系教师；1990年9月进入河南省政协文史资料委员会，历任办公室副主任科员，办公室主任科员，省政协办公厅调研室主任科员，调研室副主任，政协办公厅研究室副主任（正处级），省政协机关党委专职副书记（2006年9月至2007年1月在河南省委党校第39期中青班学习），省政协办公厅人事处处长，省政协办公厅副巡视员；2010年7月，任河南省政协副秘书长、机关党组成员；
2014年2月，任中共许昌市委常委、统战部部长，第十一届河南省政协常委。
2017年5月，任许昌市政协主席。   